# Ježkovice
Ježkovice är en ort i Tjeckien.   Den ligger i regionen Södra Mähren, i den östra delen av landet, 200 km öster om huvudstaden Prag. Ježkovice ligger 411 meter över havet och antalet invånare är 361.
Terrängen runt Ježkovice är platt västerut, men österut är den kuperad. Runt Ježkovice är det ganska tätbefolkat, med 72 invånare per kvadratkilometer. Närmaste större samhälle är Vyškov, 8,0 km öster om Ježkovice. I omgivningarna runt Ježkovice växer i huvudsak blandskog.